# Nicholsina
Genre
Nicholsina est un genre de poissons marins tropicaux de la famille des Scaridae (poissons perroquets), qui fait partie du vaste sous-ordre des Labroidei.

## Liste des espèces
Selon World Register of Marine Species (1 juin 2014) :
- Nicholsina denticulata (Evermann & Radcliffe, 1917)
- Nicholsina ustus (Valenciennes in Cuvier et Valenciennes, 1840)